# Гейниці (Ліберец)
Гейниці (чеськ. Hejnice, нім. Haindorf) — це містечко на півночі Чехії, у Ліберецькому краї, в окрузі Ліберець.
Відоме місце паломництва християн-католиків.
Місто розташоване на висоті 370 м над рівнем моря, оточене Їзерськими горами. Через місто протікає ріка Смеда.

## Історія
За легендою, в 1211 у лісі під липою була збудована каплиця після чудесного зцілення простого селянина. Він придбав і повісив на дереві, під яким зцілився, образ Богородиці.
Будівником каплиці Марії Благодатної був гер фон Біберштайн; каплицю значно розширили у 1242 та 1272.
Село Гайндорф було побудоване навколо святого місця і вперше згадується в 1381 в земельній книзі правління міста Фрідланд. Коли відбулися подальші чудесні зцілення, у 1352 було збудовано більшу каплицю Св. Івана, а в 1472 її розширено до готичного костелу. З 1558 по 1621 село, як і вся Богемія, перейшли на лютеранство, а римо-католицька церква була закрита.
Під час Тридцятилітньої війни чудотворний образ Діви Марії був відновлений і вшанований у костелі Св. Івана. У 1690 францисканський орден перебрав церкву під свою опіку. 
У 1696 власник Фрідланда Франц Фердинанд фон Ґаллас збудував у монастирі родинну усипальницю.  У 1693 був прокладений паломницький шлях з Фрідланда до Гайндорфа із 15 каплицями. Наплив паломників зробив село процвітаючим місцем. Наприклад, у 1721 було нараховано 64 000 прочан. У 1761 костел згорів, але чудотворний образ Діви Марії було врятовано. Храм був відбудований у 1722—1729  як вражаюча "Базиліка Благовіщення Марії" завдяки зусиллям місцевих жителів та пожертвам іноземців, по проекту празького архітектора Томаса Хафнекера. 
Під час правління імператора Йосифа II відбулись реформи по обмеженню влади церкви. З 1780 по 1790 процесії були заборонені, а дорогоцінні дари освячення вилучені. 
У 1810, після Наполеона Бонапарта, процесії паломників були відроджені. Статистика до Першої світової війни свідчила про щорічну відвідуваність від 60 000 до 70 000 прочан. 
Після скасування кріпацтва та революції в Австрійській імперії у 1848 місто почало належати до округу Фрідланд.
Наприкінці XIX століття у Гайндорфі активно розвивається туризм, особливо у літні місяці. У 1917 імператор Карл I, який відпочивав тут, надав Гейниці статус міста.
Згідно з Мюнхенською угодою місто було приєднане до Німецького рейху і до 1945 входило до Судетської області. Після закінчення Другої світової війни німецьке населення Гейниці було виселене.
У 1968, під час Празької весни, місце паломництва знову було відроджено. Сьогодні місто є популярним місцем екскурсій, завдяки прочанам, а також пішохідному і велосипедному туризму.

## Визначні пам'ятки
- Паломницький костел Благовіщення Марії, збудований у стилі бароко.
- Ікона благодаті Божої Матері, що називається Mater Formosa (благодатна), з початку XIV століття.
- Колишній монастир францисканців у стилі бароко.
- Місце народження Йозефа Ріделя (великого промисловця), "скляного короля гір Їзера"; будинок № 175.
- Меморіальна дошка, присвячена імператриці Єлизаветі Австро-Угорській (1837—1898).

## Галерея

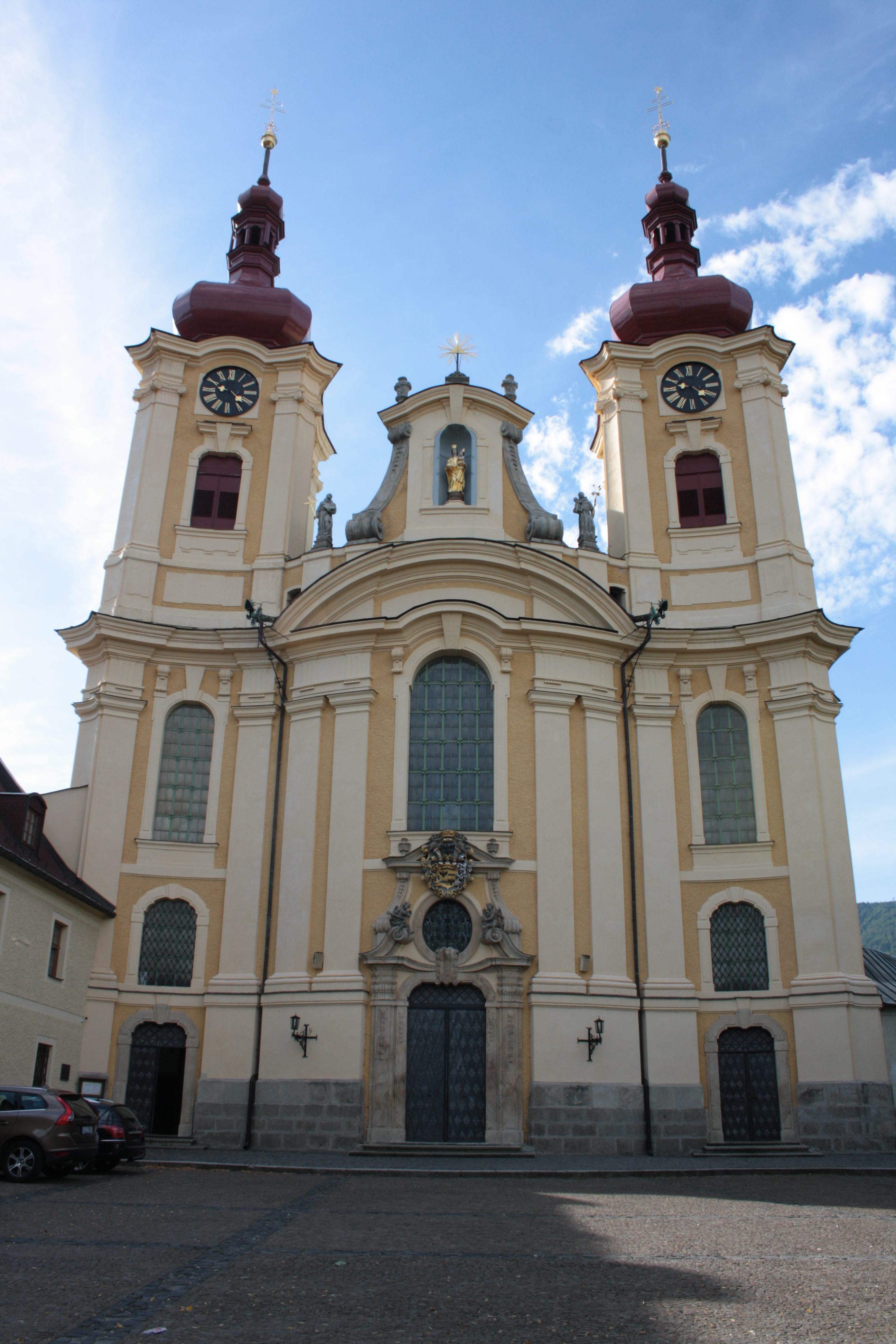
Паломницький костел Благовіщення Діви Марії
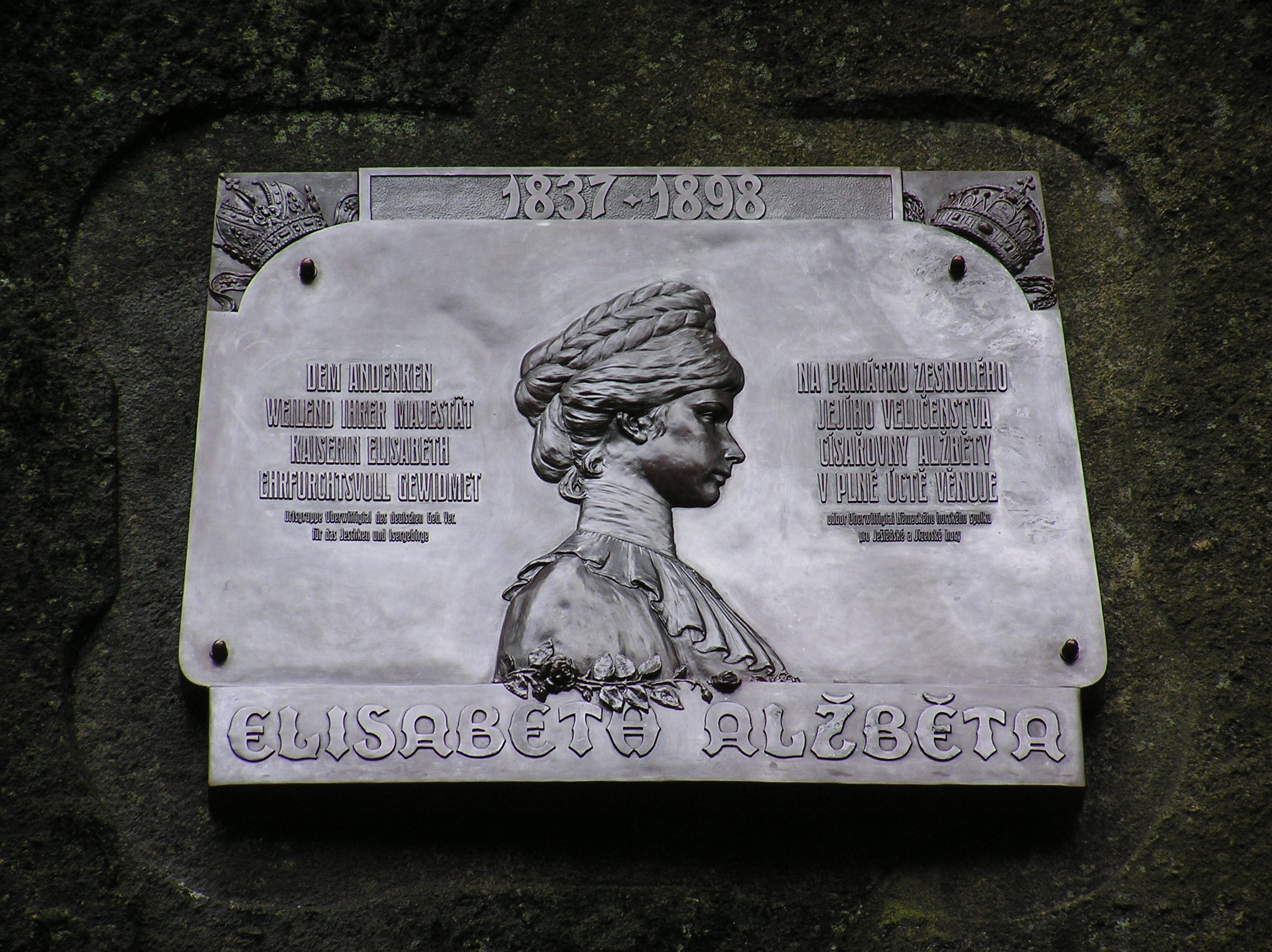
Меморіальна дошка імператриці Єлизаветі
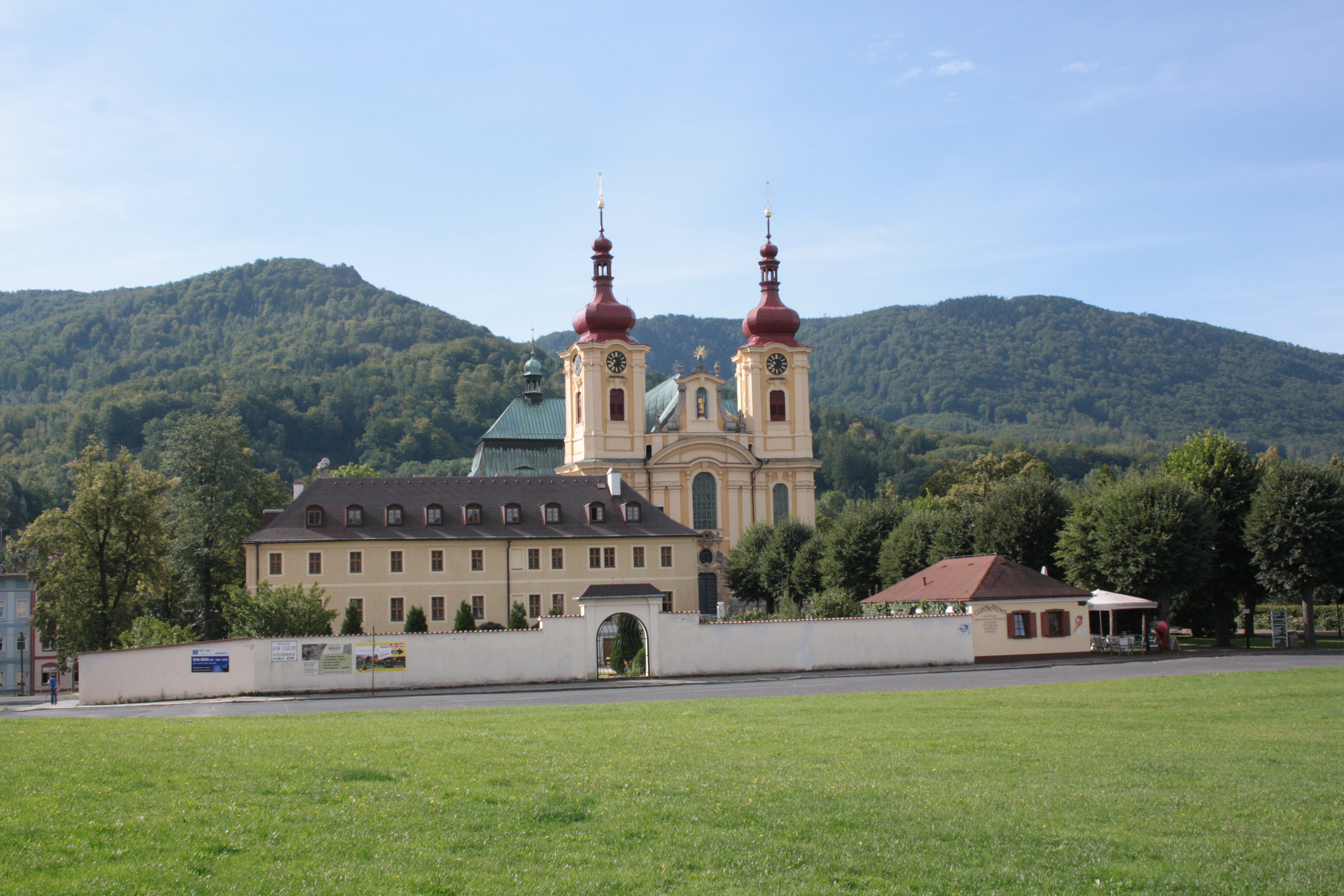
Монастир і костел
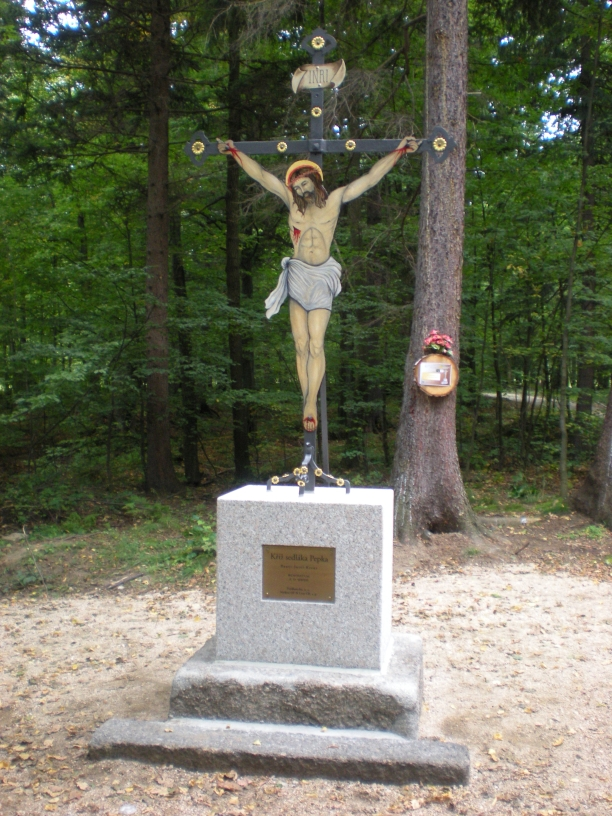
Хресна дорога

## Населення
| Рік  | Чисельність | Чисельність |
| ---- | ----------- | ----------- |
| 1869 | 2497        | [ 9 ]       |
| 1880 | 2992        | [ 9 ]       |
| 1890 | 3310        | [ 9 ]       |
| 1900 | 3491        | [ 9 ]       |
| 1910 | 3402        | [ 9 ]       |
| 1921 | 2966        | [ 9 ]       |

| Рік  | Чисельність | Чисельність |
| ---- | ----------- | ----------- |
| 1930 | 2831        | [ 9 ]       |
| 1950 | 2005        | [ 9 ]       |
| 1961 | 2256        | [ 9 ]       |
| 1970 | 2057        | [ 9 ]       |
| 1980 | 2549        | [ 9 ]       |
| 1991 | 2537        | [ 9 ]       |

| Рік  | Чисельність | Чисельність |
| ---- | ----------- | ----------- |
| 2001 | 2704        | [ 9 ]       |
| 2014 | 2740        | [ 10 ]      |
| 2016 | 2730        | [ 11 ]      |
| 2017 | 2724        | [ 12 ]      |
| 2018 | 2738        | [ 13 ]      |
| 2019 | 2721        | [ 14 ]      |

| Рік  | Чисельність | Чисельність |
| ---- | ----------- | ----------- |
| 2020 | 2736        | [ 15 ]      |
| 2021 | 2730        | [ 16 ]      |
| 2021 | 2634        | [ 17 ]      |
| 2022 | 2680        | [ 18 ]      |
| 2023 | 2791        | [ 19 ]      |
| 2024 | 2792        | [ 5 ]       |

| Рік  | Чисельність | Чисельність |
| ---- | ----------- | ----------- |
| 1869 | 2497        | [ 9 ]       |
| 1880 | 2992        | [ 9 ]       |
| 1890 | 3310        | [ 9 ]       |
| 1900 | 3491        | [ 9 ]       |
| 1910 | 3402        | [ 9 ]       |
| 1921 | 2966        | [ 9 ]       |

| Рік  | Чисельність | Чисельність |
| ---- | ----------- | ----------- |
| 1930 | 2831        | [ 9 ]       |
| 1950 | 2005        | [ 9 ]       |
| 1961 | 2256        | [ 9 ]       |
| 1970 | 2057        | [ 9 ]       |
| 1980 | 2549        | [ 9 ]       |
| 1991 | 2537        | [ 9 ]       |

| Рік  | Чисельність | Чисельність |
| ---- | ----------- | ----------- |
| 2001 | 2704        | [ 9 ]       |
| 2014 | 2740        | [ 10 ]      |
| 2016 | 2730        | [ 11 ]      |
| 2017 | 2724        | [ 12 ]      |
| 2018 | 2738        | [ 13 ]      |
| 2019 | 2721        | [ 14 ]      |

| Рік  | Чисельність | Чисельність |
| ---- | ----------- | ----------- |
| 2020 | 2736        | [ 15 ]      |
| 2021 | 2730        | [ 16 ]      |
| 2021 | 2634        | [ 17 ]      |
| 2022 | 2680        | [ 18 ]      |
| 2023 | 2791        | [ 19 ]      |
| 2024 | 2792        | [ 5 ]       |

## Особистості
- Франц Карл Ауерсперґ (1935–2008), політик
- Юрген Коцка (* 1941), соціальний історик
- Катаріна Мац (* 1930), актриса
- Мілош Рабан (1948–2011), католицький священик, педагог і богослов
- Йозеф Рідель (1816–1894), склопромисловець
- Вільгельм Кляйн (1850–1924), австрійський  археолог
- Гуґо Франц Кірш (1873–1961), австрійський скульптор і кераміст